# Ten Foot Pole
Ten Foot Pole è un band pop punk - melodic hardcore punk statunitense che, formatasi in California nel 1983 come Scared Straight, ha cambiato nome nel 1993 per evitare di essere confusa come una band appartenente al genere straight edge.

## Storia
Inizialmente faceva parte della band anche Scott Radinsky, noto anche per essere un lanciatore di baseball professionista che ha militato nell'MLB in squadre come i Chicago White Sox, Los Angeles Dodgers, St.Louis Cardinals e Cleveland Indians, il quale, estromesso dal gruppo proprio a causa dei suoi impegni sportivi nel 1993 ha poi fondato la band punk rock Pulley.
Lo sostituì alla voce il già chitarrista Dennis Jagard, attualmente l'unico componente originale rimasto dei Ten Foot Pole.
Dopo due album, infatti, Unleashed e Insider, la nuova formazione venne ulteriormente modificata: il batterista Tony Palermo, passò nella band di Scott Radinsky, i Pulley.

## Formazione

### Formazione attuale
- Dennis Jagard - voce, chitarra
- Eric Cody - chitarra
- Mike Levy - basso, voce
- Kevin Ruggeri - batteria, voce

### Ex componenti
- Scott Radinsky - voce

## Discografia

### Album in studio
- 1993 - Swill
- 1994 - Rev
- 1997 - Unleashed
- 1998 - Insider
- 2002 - Bad Mother Trucker
- 2004 - Subliminable Messages
- 2017 - Setlist

### Split
- 1995 - Ten Foot Pole & Satanic Surfers